# Saga de Víga-Glúms
La Saga de Víga-Glúms traduite en français par Régis Boyer sous le nom de « Saga de Glúmr le Meurtrier », est une œuvre littéraire médiévale. Elle fait partie des sagas des Islandais.